# Bourouba
Bourouba (în arabă بوروبة) este o comună din provincia Alger, Algeria.
Populația comunei este de 71.661 locuitori (2008).